# V1309 Scorpii
V1309 Scorpii (Nova Sco 2008) – czerwona nowa położona w gwiazdozbiorze Skorpiona oddalona o około 10 tys. lat świetlnych, której wybuch zaobserwowano w 2008. Na podstawie badań prowadzonych w ramach polskiego programu OGLE stwierdzono, że przed wybuchem był to układ podwójny kontaktowy.
Przed wybuchem obydwie gwiazdy okrążały się nawzajem co 1,4 dnia, ostatecznie zderzyły się ze sobą, łącząc się w pojedynczą gwiazdę, chwilowo powiększając swoją jasność 10 tysięcy razy. Tzw. „czerwone nowe” są bardzo rzadkimi zjawiskami w porównaniu z bardziej częstymi nowymi klasycznymi – znane są tylko trzy takie wybuchy w Drodze Mlecznej, w ich wybuchach wyzwala się także znacznie większa energia. Zdaniem polskiego astronoma Romualda Tylendy, który analizował i opisał wybuch gwiazdy, większość czerwonych nowych powstaje w wyniku łączenia się gwiazd.